# Compagnie militari di Siena
Le Compagnie militari di Siena (o Compagnie della città di Siena) erano reparti della guardia civica, organizzati su base territoriale, da non confondere con le unità militari di base in cui si suddivideva l'esercito senese nel periodo repubblicano.

## Storia
In ogni rione della città venne creata una Compagnia o Società, dal termine latino originario "societas". Le Compagnie della città di Siena (questa la denominazione ufficiale) derivano da simili organizzazioni del secolo XIII comparse nei Liberi Comuni dell'Italia centro-settentrionale. Se ne trovano infatti di analoghe nel Comune di Bologna, nella Repubblica di Pisa, nella Repubblica di Firenze, etc.
A Siena, tra la fine del Duecento e il primo ventennio del Trecento, il governo guelfo cosiddetto dei Nove mise in atto un riordinamento delle Compagnie, fissandone i compiti e gli aspetti istituzionali e organizzativi.
Il numero delle Compagnie senesi si stabilizzò in 42 alla metà del XIV secolo, dopo il grave decremento demografico causato dalla Peste nera.
Durante la campagna militare denominata Guerra di Siena (1552-1559), in cui la Repubblica di Siena fu sconfitta dalle truppe imperiali di Carlo V e ceduta in feudo a Cosimo de' Medici, le Compagnie senesi erano già in decadenza e non parteciparono alla disperata difesa della città.
Le Compagnie della città di Siena presero parte, invece, a numerose spedizioni militari condotte dalla Repubblica senese tra la fine del Duecento e la prima metà del Quattrocento: ad esempio alle grandi battaglie di Altopascio e Montecatini, quando i Ghibellini di Toscana sconfissero l'alleanza guelfa, nella quale militava l'esercito senese.
Alcuni degli antichi stemmi delle Compagnie medievali furono adottati nella seconda metà del Quattrocento dalle Contrade attuali, che ne ereditarono in qualche modo la memoria e le tradizioni, pur essendo organismi diversi per concezione e finalità. Le attuali Contrade sono state definite "il vestito da festa" delle antiche Compagnie da Roberto Barzanti.

## Organizzazione
Ogni Compagnia aveva come comandante un capitano, coadiuvato da un gonfaloniere (o vessillifero) che deteneva il gonfalone della Compagnia.
Gli uomini che facevano parte di questi reparti della guardia territoriale dovevano risiedere nel territorio della Compagnia e giurare fedeltà al governo in carica.
Infatti, il compito principale delle Compagnie non era militare in senso stretto, ma viceversa consisteva nella difesa della città e del regime vigente da nemici sia esterni che interni.
Alcune Compagnie avevano lo specifico compito di organizzare la difesa del palazzo comunale, mentre le altre presidiavano il territorio di loro pertinenza, sorvegliando le porte che eventualmente vi fossero presenti.
| Terzo                                                 | Contrada     | Compagnie Militari                                                   |
| ----------------------------------------------------- | ------------ | -------------------------------------------------------------------- |
| Terzo di Città                                        | Aquila       | San Pietro in Castelvecchio Casato di Sopra Aldobrandino del Mancino |
| Terzo di Camollìa                                     | Bruco        | San Pietro a Ovile di Sotto                                          |
| Terzo di Città                                        | Chiocciola   | San Marco San Quirico in Castelvecchio Monistero                     |
| Terzo di San Martino                                  | Civetta      | San Vigilio San Pietro in Banchi San Cristoforo                      |
| Terzo di Camollìa                                     | Drago        | Sant'Egidio del Poggio Malavolti San Donato da Montanini             |
| Terzo di Camollìa                                     | Giraffa      | San Pietro a Ovile di Sopra                                          |
| Terzo di Camollìa                                     | Istrice      | Santo Stefano San Vincenti La Magione San Bartolomeo                 |
| Terzo di San Martino                                  | Leocorno     | San Giorgio Pantaneto Spadaforte                                     |
| Terzo di Camollìa                                     | Lupa         | San Donato presso la Chiesa Sant'Andrea                              |
| Terzo di San Martino                                  | Nicchio      | Abbadia nuova di Sopra Abbadia nuova di Sotto                        |
| Terzo di Camollìa                                     | Oca          | Sant'Antonio San Pellegrino                                          |
| Terzo di Città                                        | Onda         | Casato di Sotto San Salvadore                                        |
| Terzo di Città                                        | Pantera      | Stalloreggi di Dentro Stalloreggi di Fuori                           |
| Terzo di Città                                        | Selva        | Vallepiatta San Giovanni Porta Salaria                               |
| Terzo di Città                                        | Tartuca      | Porta all'Arco Sant'Agata                                            |
| Terzo di San Martino                                  | Torre        | Salicotto di Sopra Salicotto di Sotto Rialto San Giusto              |
| Terzo di San Martino                                  | Valdimontone | Borgo Santa Maria San Maurizio Sant'Angelo a Montone                 |
| Terzo di Camollìa Terzo di Città Terzo di San Martino | Gallo        | ?                                                                    |
| Terzo di San Martino                                  | Leone        | ?                                                                    |
| Terzo di Città                                        | Quercia      | ?                                                                    |
| Terzo di San Martino                                  | Orso         | ?                                                                    |
| Terzo di San Martino                                  | Spadaforte   | Spadaforte                                                           |
| Terzo di San Martino                                  | Vipera       | ?                                                                    |

## Studi
Le Compagnie di Siena sono oggi oggetto di un'ampia ricerca condotta dallo storico Giovanni Mazzini, che ha ristabilito molte verità e scoperto documenti di grande interesse al riguardo.